# Yvon Cloarec
Pour les articles homonymes, voir Cloarec.
Yvon Cloarec, né le 13 mai 1960 à Pordic (Côtes-du-Nord), est un coureur cycliste français.

## Palmarès

### Championnats du monde
- Trexlertown 1978 (juniors)
  - 7e de la vitesse
  - 9e du kilomètre
- Besançon 1980
  -  Médaillé d'argent du tandem (avec Franck Dépine)

### Championnats de France
- 1980
  - 2e du kilomètre
  - 3e de la vitesse
- 1981
  - 2e du kilomètre
- 1982
  -  Champion de France de vitesse
  - 3e du kilomètre

### Grands Prix
- Grand Prix de Copenhague : 1980
- Grand Prix de Londres 1980
- Grand Prix de Londres 1981
- Grand Prix de Paris : 1980